# 전상환
전상환(1981년 6월 2일 ~ )은 대한민국의 가수이다.

## 음반
7Dayz
- 《1집 7 Dayz》 (2002년)

원티드
- 《1집 Like The First》 (2004년)
- 《2집 7Dayz & Wanted》 (With 이정) (2007년)
- 《3집 VINTAGE》 (2012년)

### 참여 음반
- 《The Heaven》 (2006년)
  - 《소중한 그대》 (with 김인광 & 레이 & 원택 & YJ)
- 《바닐라 어쿠스틱 - Ro맨틱? No맨틱! Part.1 : 미운 겨울》 (2009년)

원티드
- 《Very Best Telecinema7》 (2011년)
  - 《사랑은 끊을 수 없다》 (with 소울스타)